# Scolomus borealis
Scolomus borealis är en stekelart som först beskrevs av Henry Keith Townes, Jr. 1971.  Scolomus borealis ingår i släktet Scolomus och familjen brokparasitsteklar. Inga underarter finns listade i Catalogue of Life.